# Lago Ernani José Machado
O Lago Ernani José Machado é um lago artificial localizado no município mato-grossense de Lucas do Rio Verde. Foi criado através do represamento do Córrego Lucas com o intuito de transformar o local em um dos principais cartões postais do município. . Sua construção foi iniciada no ano de 2005 e inaugurado em 2007, passando por diversas reestruturações, a sua ultima foi em 2016.